# Les Gardiens de la Galaxie Vol. 3
Pour les articles homonymes, voir Gardiens de la Galaxie.
Série l'univers cinématographique Marvel
Ant-Man et la Guêpe : Quantumania
(2023) The Marvels
(2023)
Série Les Gardiens de la Galaxie
Les Gardiens de la Galaxie : Joyeuses Fêtes
(2022)
Pour plus de détails, voir Fiche technique et Distribution.
Les Gardiens de la Galaxie Vol. 3 (Guardians of the Galaxy Vol. 3) est un film de super-héros américain écrit et réalisé par James Gunn et sorti en 2023.
Il s'agit du trente-deuxième film de l'univers cinématographique Marvel et deuxième de la phase V, faisant suite aux films Les Gardiens de la Galaxie, sorti en 2014 et Les Gardiens de la Galaxie Vol. 2, sorti en 2017, tous deux réalisés par James Gunn. Le film marque aussi la fin de l'équipe originelle de la trilogie, laissant place à une nouvelle.
L'histoire se déroule douze ans après Les Gardiens de la Galaxie Vol. 2, deux ans et demi après Avengers: Endgame et un an après Thor: Love and Thunder.
Les Gardiens de la Galaxie vivent désormais sur Knowhere (en), qu'ils ont aidé à reconstruire. Peter Quill est toujours très marqué par l'absence de Gamora. Ils sont attaqués par Adam Warlock, la création surpuissante d'Ayesha, la prêtresse des Souverains. Rocket est gravement blessé. Pour le sauver, les Gardiens vont devoir retrouver celui qui a jadis modifié le corps de Rocket, le Maître de l'évolution.

## Synopsis
Sur la « Contre-Terre », une planète ressemblant en tout point à la Terre, le Maître de l'évolution, un généticien obsédé par la création d'une société utopique, récupère un cobaye raton laveur, 89P13, pour lui faire subir des expériences chirurgicales afin de lui donner la capacité de communiquer et de résoudre des calculs complexes. Enfermé avec d'autres animaux (le « Pack 89 »), 89P13 fait la connaissance d'une loutre nommée Lylla, d'un morse nommé Moustache et d'un lapin nommé Sol, ayant eux aussi subi des expériences par le Maître. Ils se lient d'amitié et 89P13 se trouve un nom, Rocket. Quelques années plus tard, après avoir découvert que Rocket a compris la faille dans le processus d'évolution instantanée d'une espèce animale vers un être anthropomorphique créé par le Maître (le « Pack 90 »), ce dernier décide d'incinérer tous les autres anciens cobaye du Pack 89 qu'il estime désormais inutiles maintenant que le Pack 90 fonctionne, et de garder uniquement Rocket (dont l'intelligence semble dépasser la sienne) afin d'extraire et d'étudier son cerveau pour ses futures expériences. Après avoir tenté de s'échapper et de libérer ses amis, le Maître tue Lylla sous les yeux de Rocket. Enragé, il mutile le visage du Maître mais peu après, Moustache et Sol sont tués par des gardes du Maître dans le feu de l'action. Rocket, désemparé, s'enfuit à bord d'un vaisseau.
En 2026, quelque temps après avoir célébré Noël en compagnie de Kevin Bacon, les Gardiens de la Galaxie continuent de veiller sur l'astéroïde Knowhere, leur nouveau QG. Une nuit, ils sont violemment attaqués par Adam Warlock, qui tente de kidnapper Rocket. Après un violent combat contre l'équipe, Nébula réussit à chasser Warlock de Knowhere, affaibli, après l'avoir poignardé. Malheureusement Rocket est grièvement blessé à la poitrine, ce qui oblige Peter Quill, Nébula, Groot, Drax et Mantis, avec un Rocket mourant, à partir sur une station spatiale bioformée, « l'Orgoscope », le siège social d'OrgoCorp, la société d'où proviennent les éléments qui composent un coupe-circuit au niveau du cœur de Rocket (issus de ses nombreuses chirurgies). Le coupe-circuit, très fragile, pourrait le tuer instantanément si les Gardiens l'opéraient sans le contourner grâce à un code d’accès. Kraglin et Cosmo restent pour veiller sur Knowhere.
Pendant ce temps, la prêtresse Ayesha, dirigeante des Souverains et mère de Warlock, se rend sur la Contre-Terre, sur laquelle vivent désormais les animaux anthropomorphes du Pack 90 créés par le Maître de l'évolution. Ce dernier s'avère être également le créateur de la race des Souverains et de nombreuses autres civilisations à travers l'univers, qui le considèrent donc comme un dieu. Ayesha exprime son inquiétude envers son créateur, pour avoir sorti Warlock de son cocon trop tôt, ce qui l'a rendu immature et sans la pleine maîtrise de sa puissance. Le Maître ordonne alors à Warlock et Ayesha de récupérer à tout prix Rocket (dont il veut toujours le cerveau pour « améliorer » les êtres vivants qu'il crée) sinon il anéantira les Souverains. Ayesha, quant à elle, souhaite toujours, elle aussi, se venger des Gardiens pour le vol des batteries Anulax sur sa planète.
En orbite autour de l'Orgoscope, les Gardiens sont interceptés par les Ravageurs, dont Gamora (étant une Variante venant de 2014, après le casse temporel des Avengers) qui en fait désormais partie. Avec son aide, ils infiltrent l'Orgoscope pour récupérer la capsule qui contient le dossier médical de Rocket. Ils sont vite découverts et attaqués par les gardes de l'Orgoscope, les « Orgosentinelles », mais réussissent à s'échapper à temps. Dans le Bowie, le vaisseau spatial de l'équipe, les Gardiens découvrent que le dossier a été modifié et que le code qui pourrait contourner le coupe-circuit et sauver Rocket a été enregistré dans un appareil cybernétique qui est greffé sur le crâne de Theel, l'un des enregistreurs du Maître. Malgré le piège évident, les Gardiens se rendent alors sur la Contre-Terre.
Alors qu'Ayesha a capturé un Ravageur et son animal, Blurp, pour qu'il lui révèle l'emplacement de Rocket, Warlock le désintègre délibérément. Ayesha, exaspérée par l'immaturité de son fils, réussit tout de même à intercepter un message de Gamora adressés aux Ravageurs, leur indiquant leurs coordonnées. Ils se rendent alors immédiatement sur la Contre-Terre, tandis que Warlock décide de garder Blurp en animal de compagnie.
Sur la Contre-Terre, Quill, Nébula et Groot se rendent au QG du Maître, les laboratoires Arête, tandis que Mantis et Drax restent en retrait et Gamora veille sur Rocket dans le Bowie. Dans le QG, le Maître capture Quill et Groot et envoie une de ses créatures mutantes, War Pig, récupérer Rocket. Alors que Gamora essaie de s'enfuir avec Rocket, Warlock arrive et élimine War Pig car il doit aussi empêcher l'extermination des Souverains. Alors que Quill et Groot combattent les gardes du Maître, ce dernier décide de lancer le décollage de son QG (qui s'avère être un immense vaisseau) et de détruire la Contre-Terre, car il doit la rebâtir afin d'améliorer les nouveaux habitants. Nébula, Drax et Mantis se rendent sur le vaisseau pour tenter de sauver Groot et Quill, mais à leur insu, les deux ont sauté du vaisseau avec Theel. Warlock sent que sa mère est en danger, mais arrive trop tard pour la sauver, alors qu'elle meurt dans l'explosion de la Contre-Terre. Quill et Groot réussissent à récupérer l'appareil. Alors qu'il est au bord de la mort, Rocket revoit Lylla et ses amis dans l'au-delà, mais elle lui annonce que ce n'est pas encore l'heure pour lui de mourir. Le code contourne le coupe-circuit et Rocket peut être soigné.
Dans le vaisseau du Maître, Drax, Mantis et Nébula contactent Quill et découvrent qu'il s'est échappé et que Rocket est vivant. Ils découvrent également des enfants emprisonnés dans le vaisseau. Le trio est alors capturé et emprisonné avec des Abilisks. Mantis est alors capable de communiquer avec eux, de les apaiser et de s'échapper avec eux. L'astéroïde Knowhere, piloté par Kraglin, arrive en renfort et se positionne à côté du vaisseau du Maître. En utilisant la télékinésie de Cosmo, ils rapprochent le vaisseau du Maître de Knowhere, pour permettre ainsi aux enfants emprisonnés de rejoindre l'astéroïde. Pendant ce temps, les scientifiques du Maître se retournent contre lui à cause de son obsession maladive pour Rocket, ce qui l'oblige à tous les éliminer. Rocket découvre d'autres cobayes ratons laveurs et d'autres animaux emprisonnés dans le vaisseau. Tout en essayant de les libérer, Rocket est attaqué par le Maître, fou de rage, mais il réussit à prendre le dessus sur lui. Puis le Maître est alors attaqué tour à tour par le reste des Gardiens. Gamora retire le masque prothétique du Maître, qui révèle son visage défiguré par Rocket. Ce dernier décide finalement de ne pas le tuer. Les Gardiens sauvent le reste des animaux mais Cosmo se fatigue à force de tenir le vaisseau et lâche prise. Le vaisseau du Maître est alors détruit par la suite. Warlock, qui s'est entretemps rangé du côté des Gardiens, réussit à sauver Quill de la mort, alors qu'il commençait à dériver dans l'espace après l'explosion du vaisseau.
Quelque temps après, Gamora retourne chez les Ravageurs et reçoit un accueil triomphal. Sur Knowhere, l'équipe des Gardiens de la Galaxie se dissout : Quill décide de retourner sur Terre pour retrouver son grand-père et rattraper le temps perdu. Mantis décide de quitter elle aussi l'équipe et part en compagnie des Abilisks. Nébula demande à Drax de rester avec elle sur Knowhere afin de l'aider à élever les enfants secourus.
Plus tard, Rocket découvre le baladeur MP3 que lui a offert Quill juste avant son départ. Tous les habitants de Knowhere commencent alors à danser pour fêter la victoire des Gardiens.
Scène inter-générique
Sur la planète Krylor, la nouvelle équipe des Gardiens de la Galaxie, composé de Rocket, Groot, Kraglin, Warlock, Cosmo, Blurp et Phyla, une des enfants secourues, discutent de leur goûts musicaux. Alors que des ennemis approchent, Rocket décide de lancer sa musique favorite, Come and Get Your Love.
Scène post-générique
Quill mange des céréales dans sa cuisine en compagnie de son grand-père, qui lit un journal et discute des affaires de voisinage. Un écran « Le légendaire Star-Lord reviendra. » s'affiche juste après.

## Fiche technique
Sauf indication contraire, les informations mentionnées dans cette section peuvent être confirmées par les bases de données cinématographiques IMDb et Allociné,  présentes dans la section « Liens externes ».
- Titre original : Guardians of the Galaxy Vol. 3[3]
- Titre français : Les Gardiens de la Galaxie Vol. 3
- Réalisation : James Gunn
- Scénario : James Gunn, d'après la série de comics Gardiens de la Galaxie de Dan Abnett et Andy Lanning
- Musique : John Murphy
- Direction artistique : Samantha Avila, Zachary Fannin, Lorin Flemming, Alex Gaines, Brittany Hites, Alan Hook et David Scott
- Décors : Beth Mickle
- Costumes : Judianna Makovsky
- Photographie : Henry Braham
- Son : Lee Orloff, David Acord, Chris Diebold
- Montage : Fred Raskin et Greg D'Auria
- Production : Kevin Feige
  - Production déléguée : Sarah Smith, Victoria Alonso (en), Louis D'Esposito (es), Simon Hatt et Nikolas Korda
  - Coproduction : David J. Grant et Lars P. Winther
- Sociétés de production[4] : Marvel Studios, Marvel Entertainment et Troll Court Entertainment
- Sociétés de distribution : Walt Disney Studios Motion Pictures
- Budget : 250 millions de $
- Pays de production :  États-Unis
- Langue originale : anglais
- Format[5] : couleur (ACES) — 2,39:1 (CinemaScope) — son DTS (DTS: X) / Dolby Surround 7.1 / Dolby Atmos / Dolby Digital / Auro 11.1 / IMAX 6-Track
- Genres : action, aventures, comédie, drame, science-fiction, super-héros, space opera
- Durée : 150 minutes[6]
- Dates de sortie[7] :
  - France : 22 avril 2023 (avant-première européenne à Disneyland Paris)[8] ; 3 mai 2023 (sortie nationale)
  - Belgique, Suisse romande : 3 mai 2023[9],[10],[11]
  - États-Unis : 27 avril 2023 (avant-première internationale à Los Angeles) ; 5 mai 2023 (sortie nationale)
  - Québec : 5 mai 2023[3]
- Classification[12] :
  - États-Unis : accord parental recommandé, film déconseillé aux moins de 13 ans (PG-13 - Parents Strongly Cautioned)[Note 3]
  - France : tous publics
  - Belgique : potentiellement préjudiciable jusqu'à 12 ans (Mogelijk schadelijk voor kinderen onder de 12 jaar)[10],[13]
  - Québec : en attente de classement[3]

## Distribution
Sauf indication contraire, les informations mentionnées dans cette section peuvent être confirmées par les bases de données cinématographiques IMDb et Allociné,  présentes dans la section « Liens externes ».
- Chris Pratt (VF : David Krüger ; VQ : Philippe Martin) : Peter Jason Quill / Star-Lord
- Bradley Cooper (VF : Alexis Victor ; VQ : Maël Davan-Soulas) : Rocket Raccoon / 89P13 (voix)
- David Bautista (VF : Serge Biavan ; VQ : Blaise Tardif) : Drax le Destructeur
- Karen Gillan (VF : Laëtitia Lefebvre ; VQ : Kim Jalabert) : Nébula
- Pom Klementieff (VF : elle-même ; VQ : elle-même) : Mantis
- Vin Diesel (VF : Guillaume Orsat ; VQ : Thiéry Dubé) : Groot (voix)
- Zoe Saldaña (VF : Nathalie Karsenti ; VQ : Catherine Proulx-Lemay) : Gamora
- Sean Gunn (VF : Thibaut Belfodil ; VQ : Alexis Lefebvre) : Kraglin Obfonteri (en) ; Rocket (capture de mouvement et voix de Rocket enfant)
- Maria Bakalova (VF : Aliona Kourepov ; VQ : Sandrine Fagnant) : Cosmo (voix)
- Chukwudi Iwuji (VF : Mike Fédée ; VQ : Iannicko N'Doua) : le Maître de l'évolution
- Will Poulter (VF : Adrien Larmande ; VQ : Gabriel Lessard) : Adam Warlock
- Elizabeth Debicki (VF : Céline Mauge ; VQ : Marie Bernier) : Ayesha, la prêtresse des Souverains
- Linda Cardellini (VF : Marie Diot ; VQ : Stéfanie Dolan) : Lylla / 89Q12 (voix et capture de mouvement)
- Nathan Fillion (VF : Guillaume Orsat ; VQ : Alexandre Daneau) : Maître Karja
- Asim Chaudhry (VF : Franck Vincent ; VQ : Guillaume Cyr) : Moustache / 89A95 (voix et capture de mouvement)
- Mikaela Hoover (VF : Emmylou Homs ; VQ : Laurie Babin) : Sol / 89L06 (voix et capture de mouvement)
- Sylvester Stallone (VF : Alain Dorval ; VQ : Pierre Chagnon) : Stakar Ogord
- Miriam Shor (VF : Ivana Coppola ; VQ : Nathalie Cavezalli) : Vim
- Nico Santos (VF : Jerome Wiggins ; VQ : Olivier Visentin) : Theel
- Daniela Melchior (VF : Victoria Grosbois ; VQ : Naïla Louidort) : Ura
- Benjamin Byron Davis (VF : Thierry Hancisse) : Bletelsnort
- Judy Greer (VF : Anne Massoteau ; VQ : Ève Mangin) : War Pig (voix)
- Tara Strong (VF : Caroline Victoria) : Mainframe (voix) ; une habitante de la Contre-Terre
- Michael Rosenbaum : Martinex T'Naga
- Kai Zen (VF : Coralie Thuilier ; VQ : Lily Rose Régnier) : Phyla
- Dee Bradley Baker : Blurp, un F'saki
- Gregg Henry (VF : Patrick Raynal ; VQ : Stéphane Jacques) : Jason Quill, le grand-père de Peter Quill
- King Bach : un habitant de la Contre-Terre
- Dane DiLiegro : un habitant de la Contre-Terre
- Michael Rooker (VF : Julien Kramer ; VQ : Paul Sarrasin) : Yondu Udonta (vision) (caméo)
- Stephen Blackehart (VF : François Raison) : Steemie Blueliver (caméo)
- Jennifer Holland : Kwol (caméo)
- Seth Green (VF : Sébastien Desjours ; VQ : Martin Rouette) : Howard the Duck (voix) (caméo)
- Christopher Fairbank (VF : Patrice Dozier ; VQ : Christian Perrault) : le courtier (caméo)
- Lloyd Kaufman : Gridlemop (caméo)
- Pete Davidson : Phlektik, un gardien du laboratoire de l'Arête (caméo)
- James Gunn : Lambshank (caméo vocal)

- Version française
  - Studio de doublage : Dubbing Brothers
  - Direction artistique : Hervé Bellon
  - Adaptation : Philippe Videcoq
  - Voix additionnelles:

Version québécoise[14].
  - Studio de doublage : Difuze
  - Direction artistique : Sébastien Reding
  - Adaptation : Valérie Bocher, Nadine Taillion, Andréane Girard

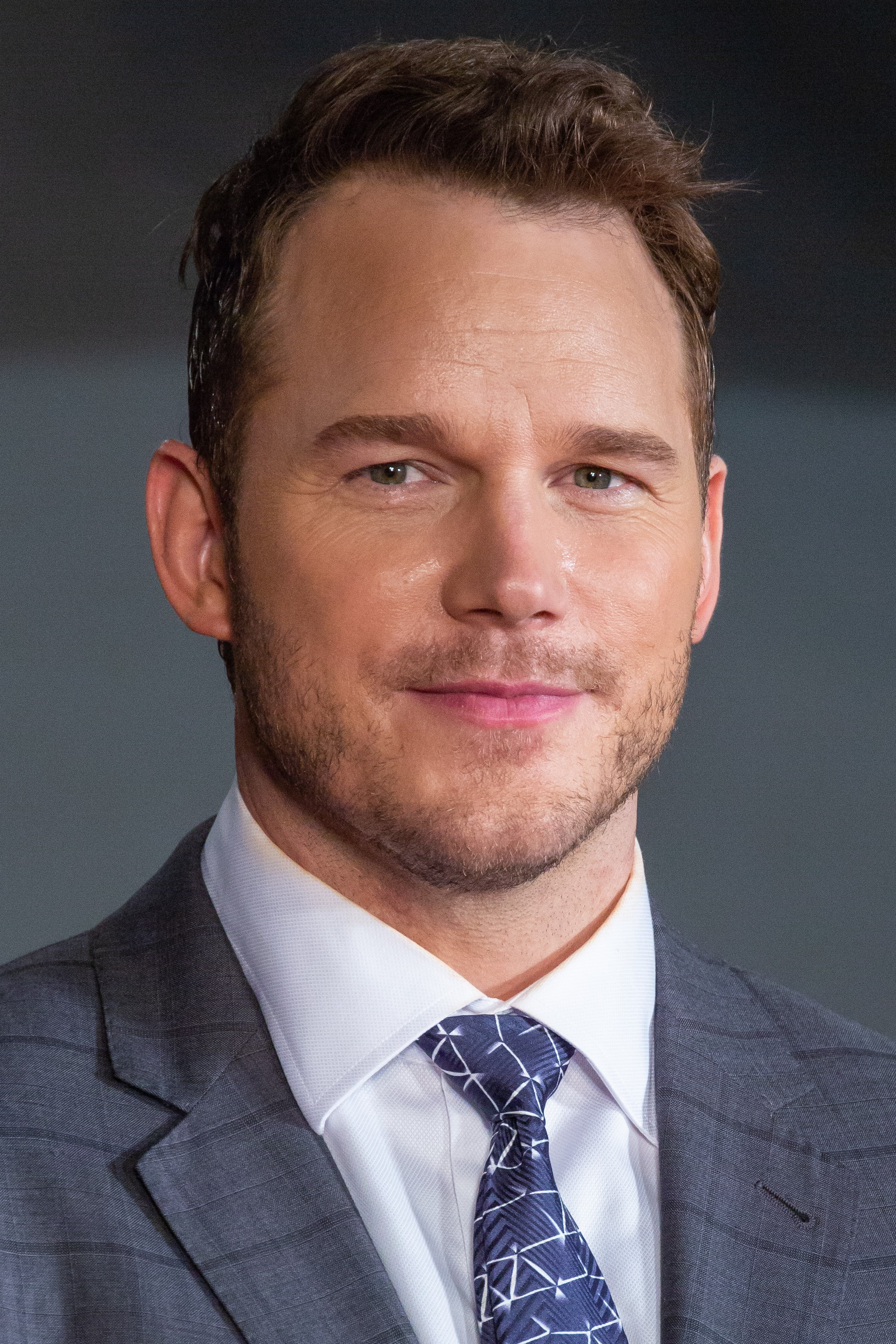
Chris Pratt dans le rôle de Star-Lord.
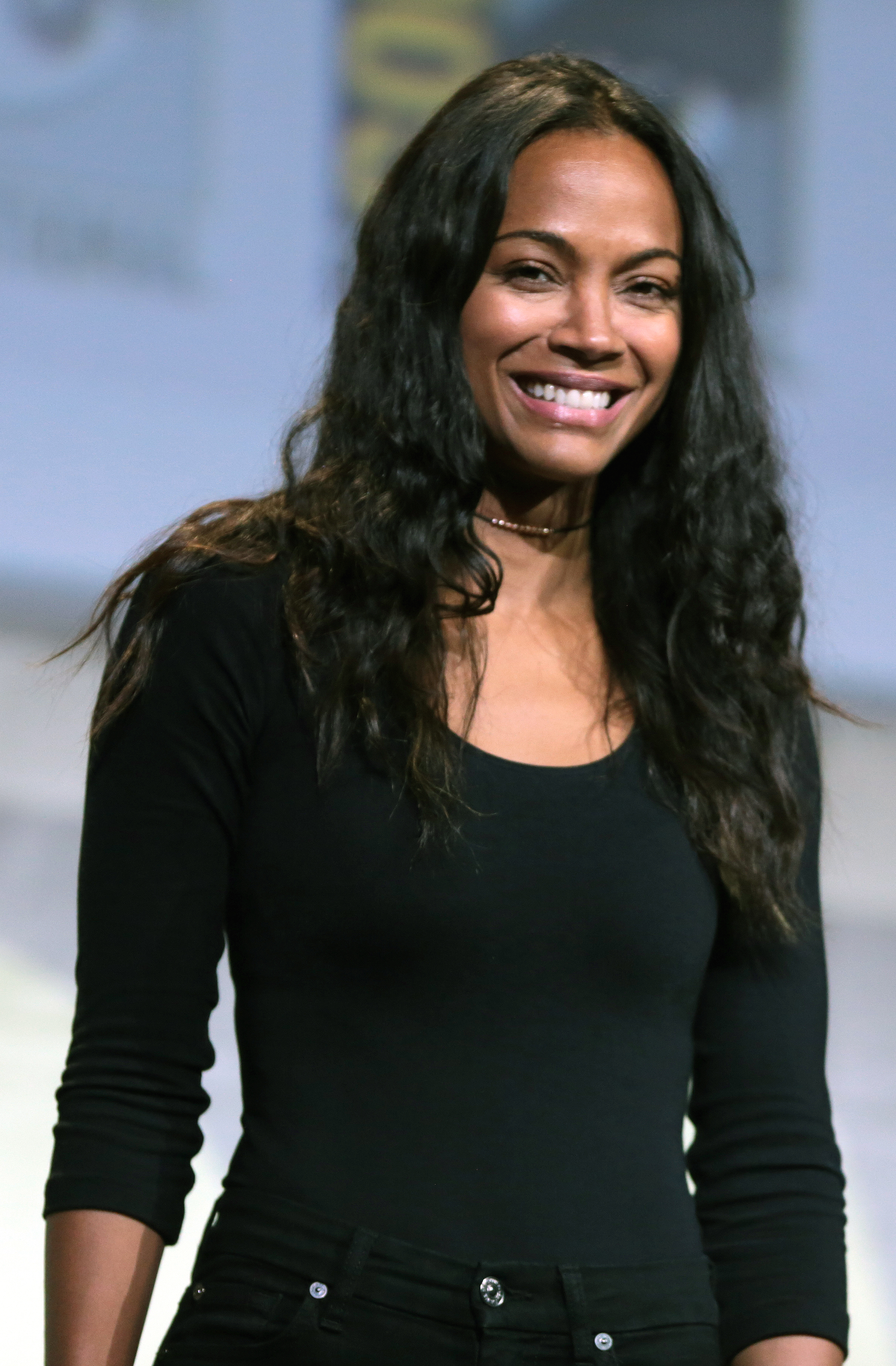
Zoe Saldaña dans le rôle de Gamora.
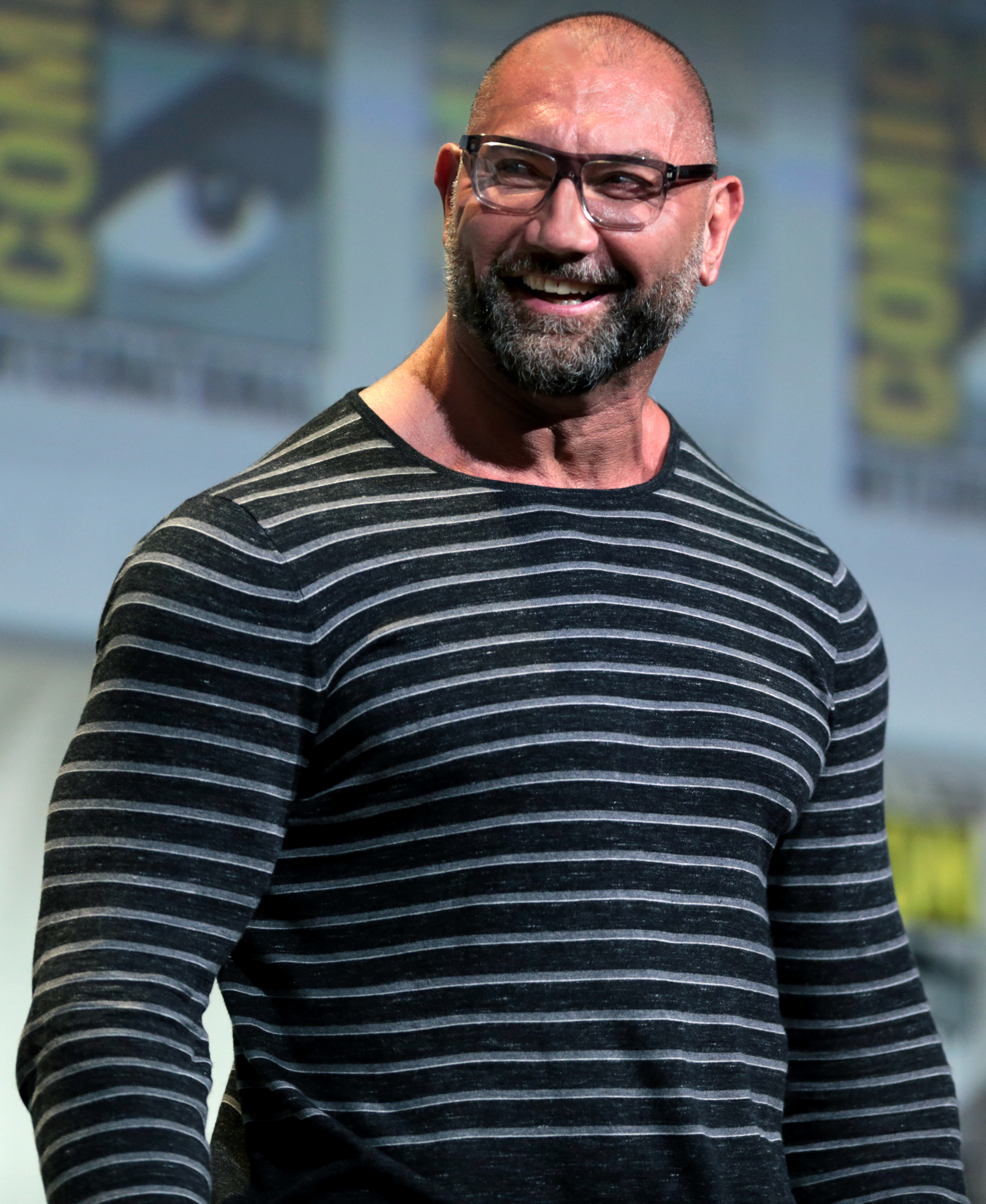
David Bautista dans le rôle de Drax.
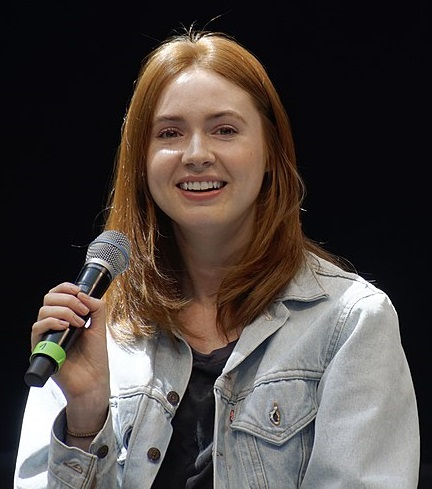
Karen Gillan dans le rôle de Nébula.
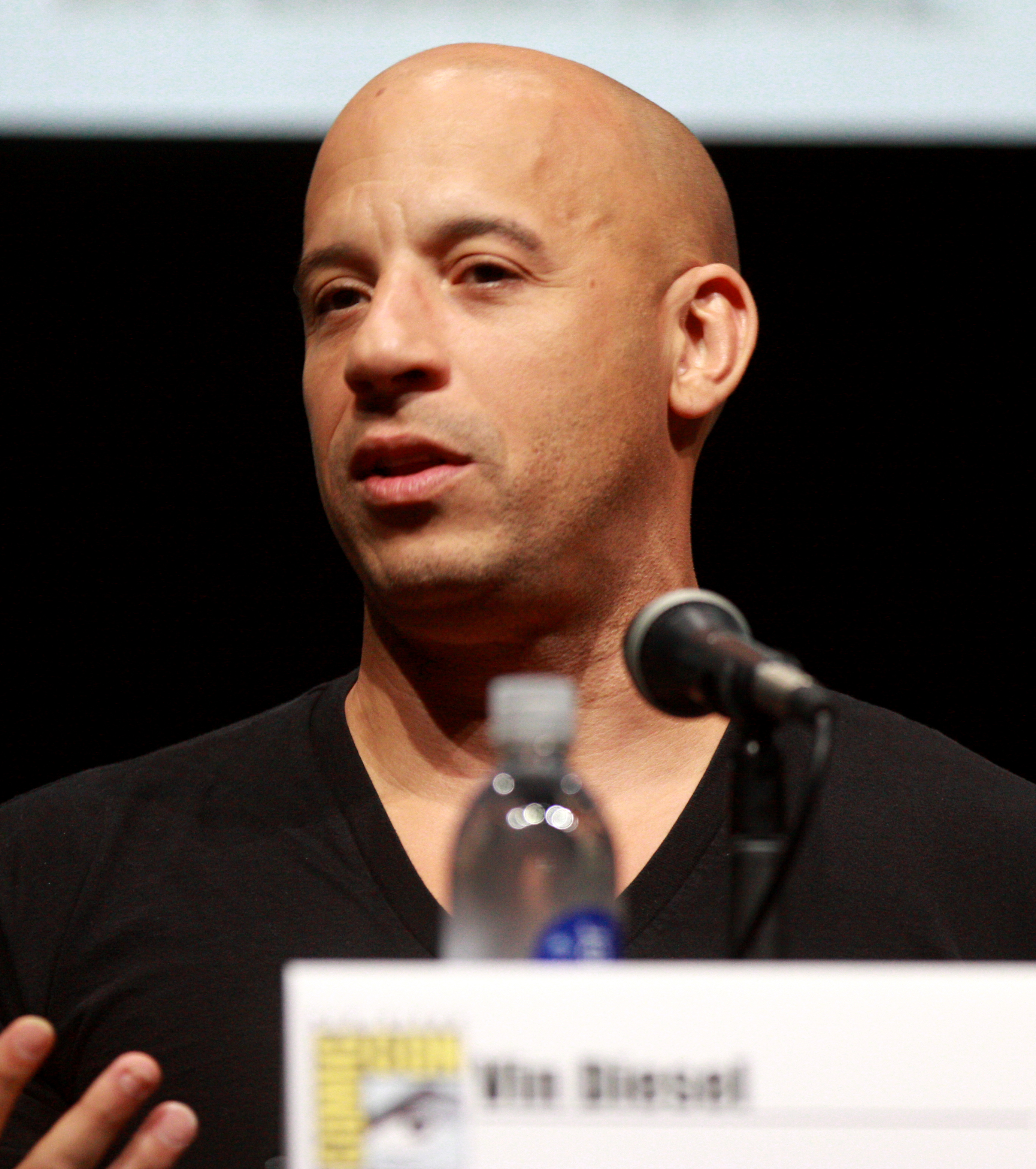
Vin Diesel prête sa voix à Groot.
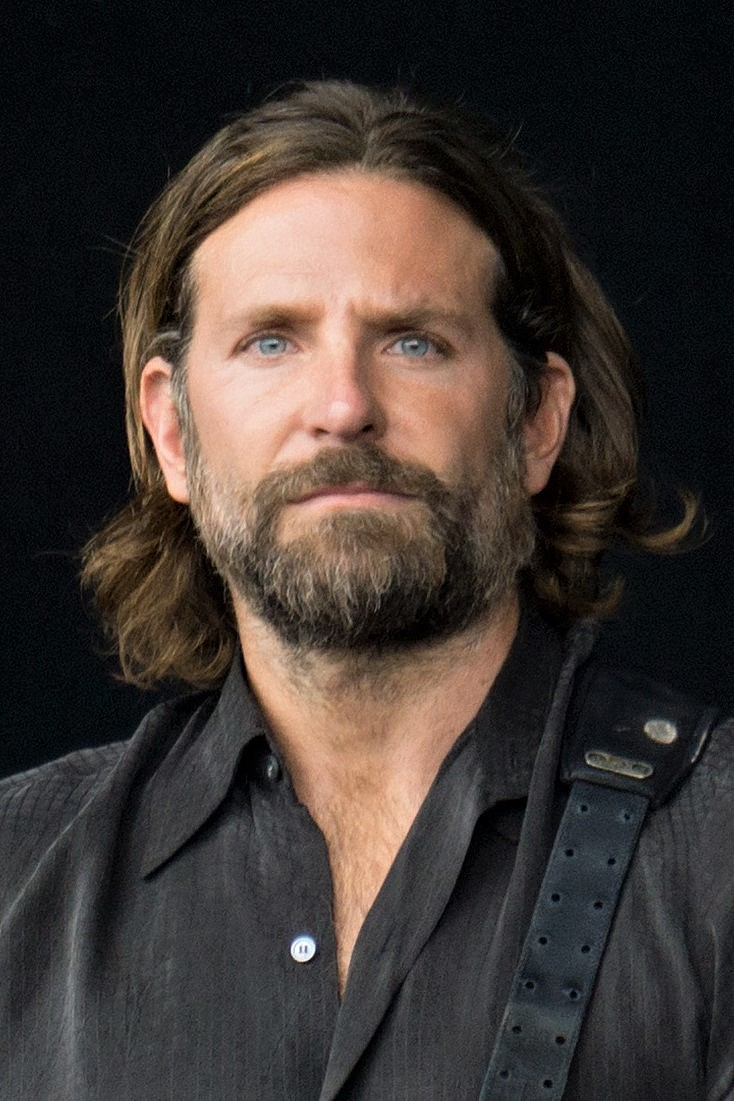
Bradley Cooper prête sa voix à Rocket.
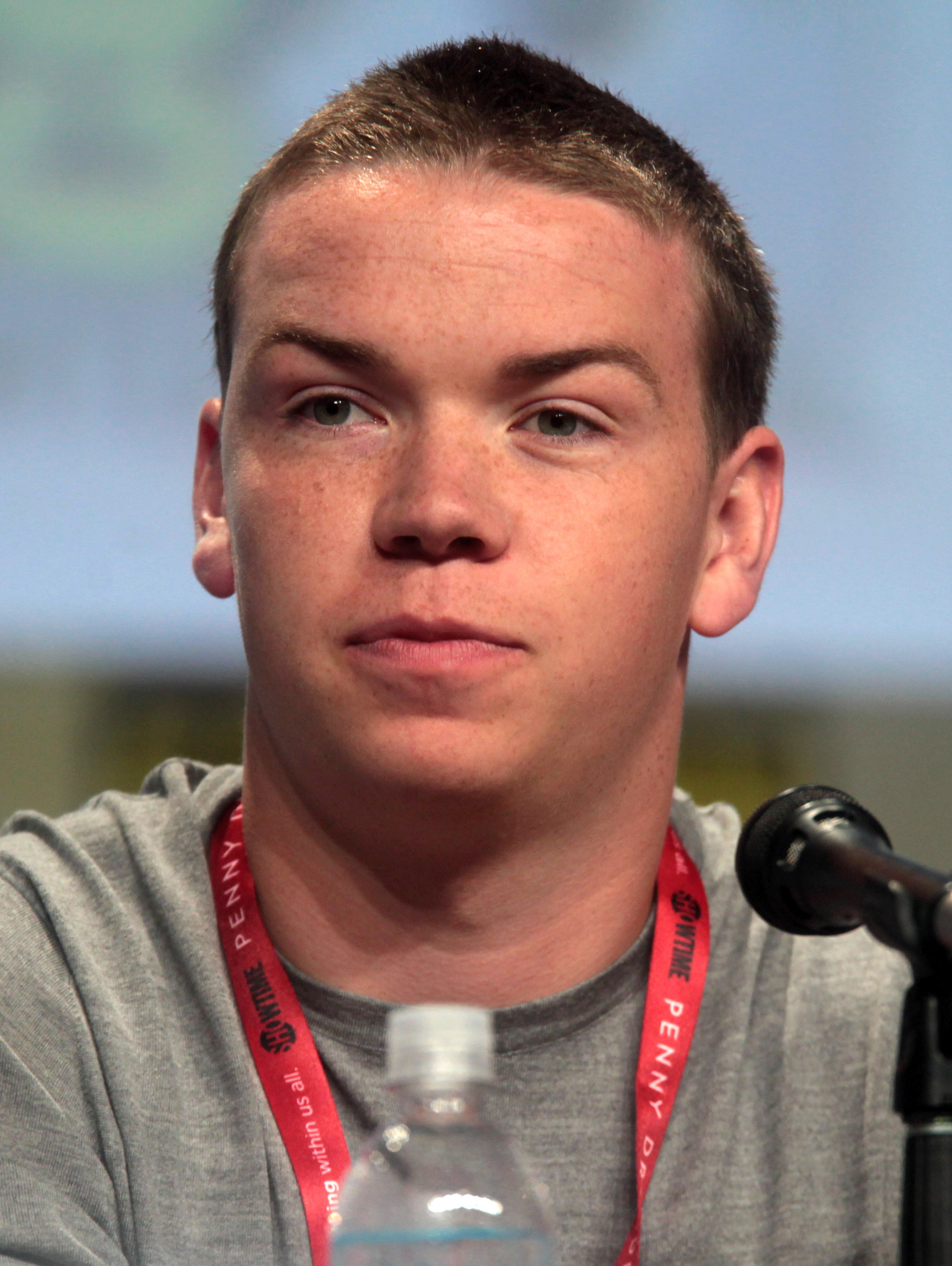
Will Poulter dans le rôle d'Adam Warlock.
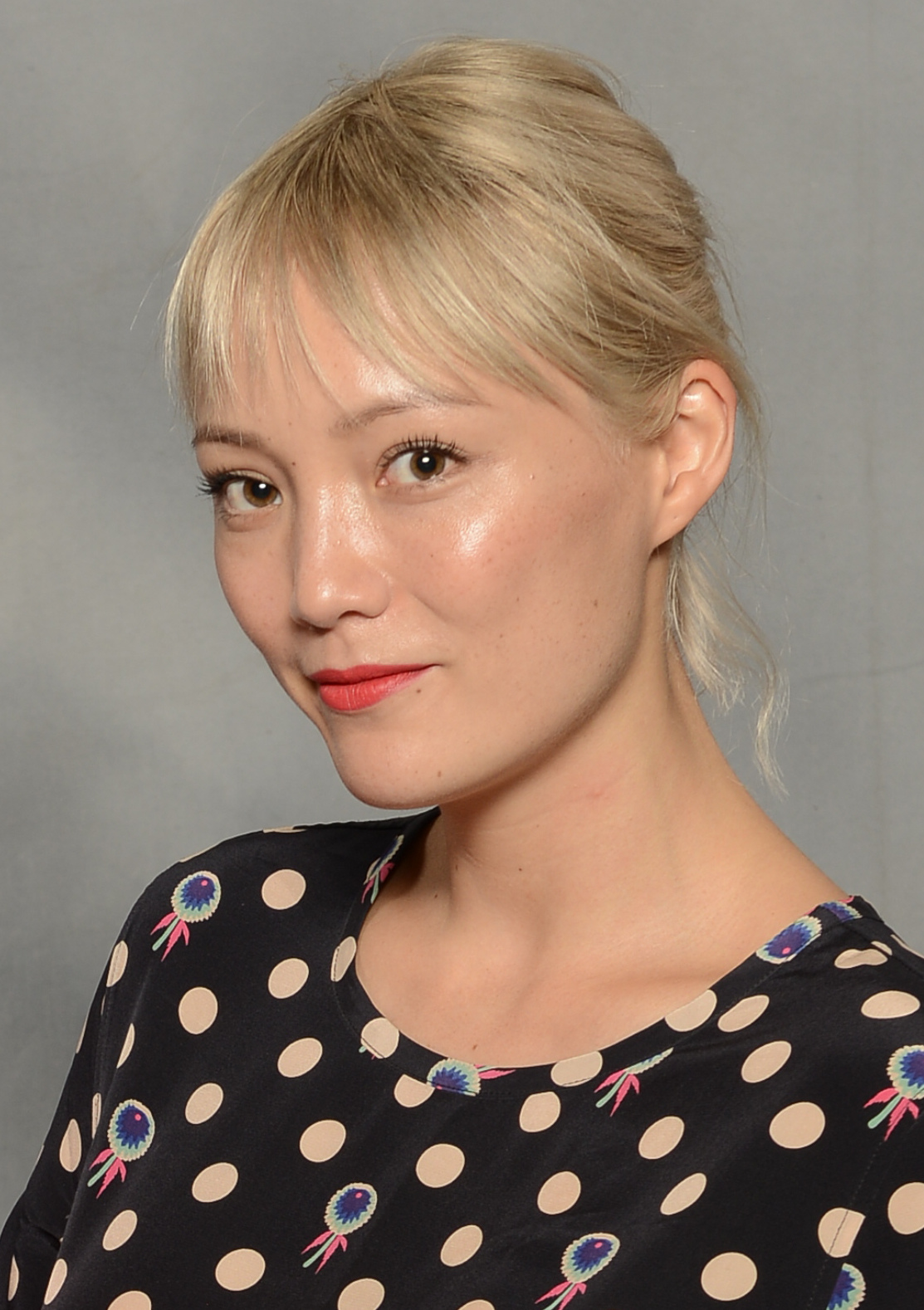
Pom Klementieff dans le rôle de Mantis.
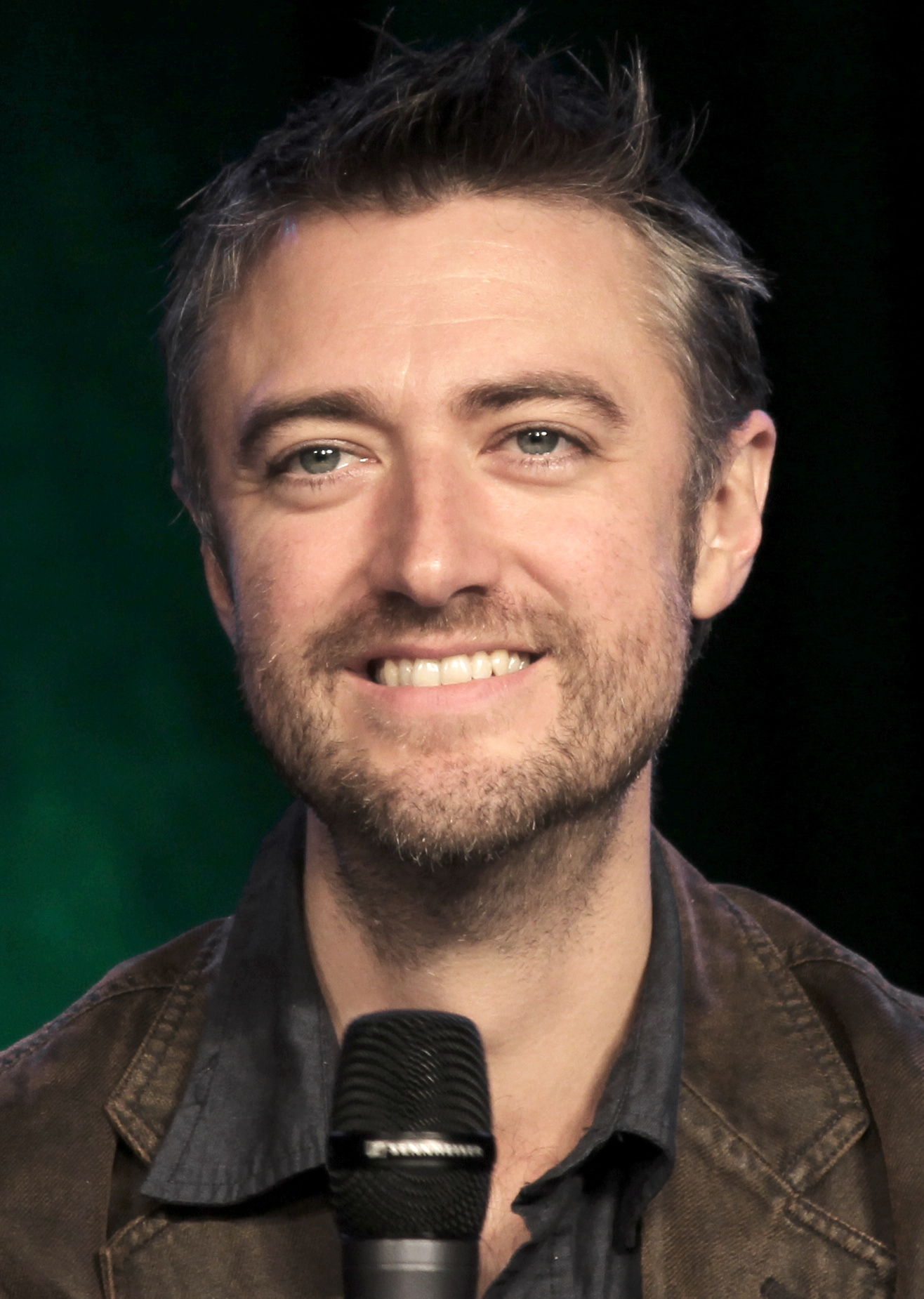
Sean Gunn dans le rôle de Kraglin.
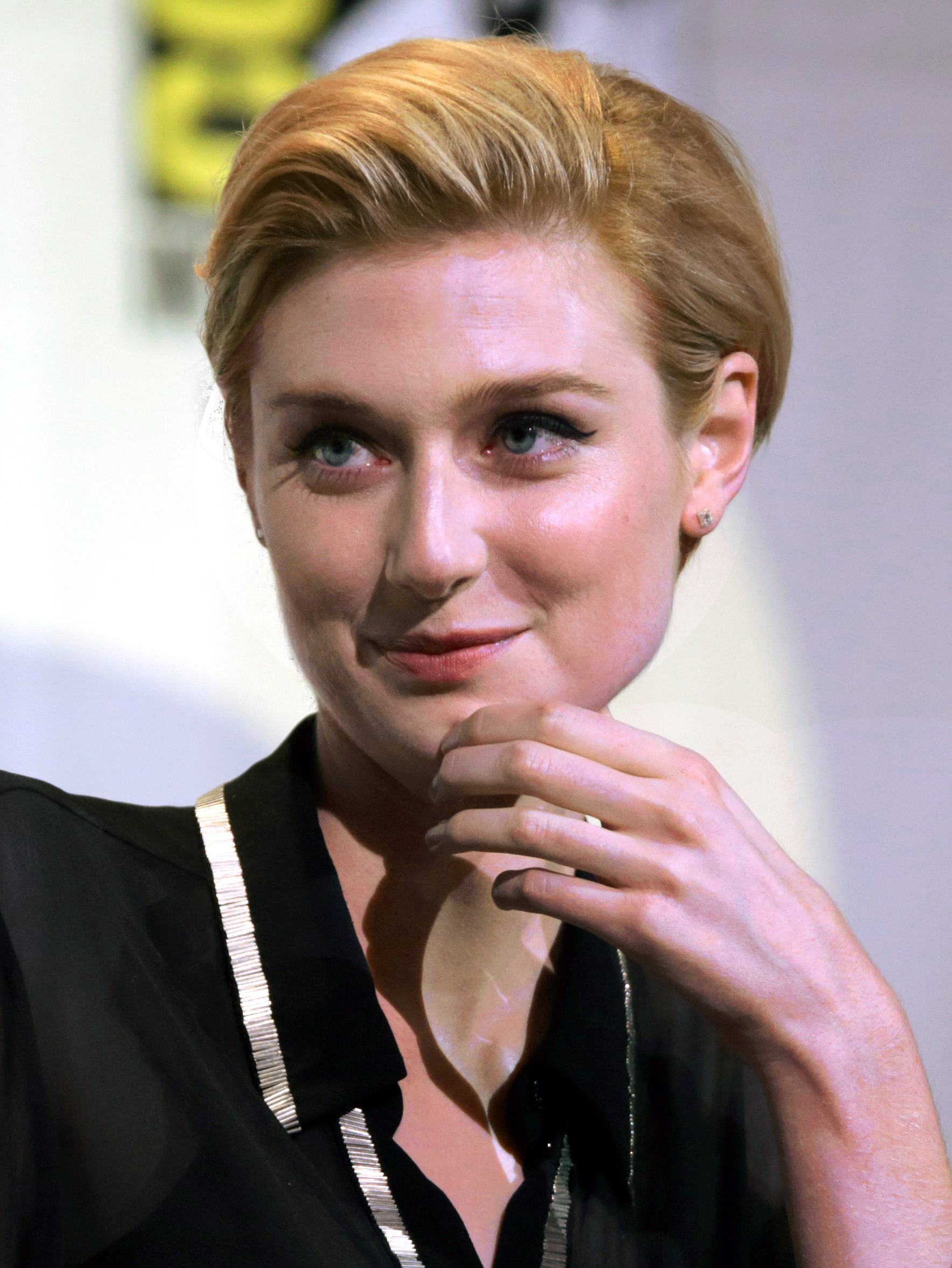
Elizabeth Debicki dans le rôle d'Ayesha.

## Production

### Genèse et développement
En novembre 2014, trois mois après la sortie des Gardiens de la Galaxie et deux ans et demi avant la sortie du second, James Gunn annonce son projet potentiel pour un Gardiens de la Galaxie 3 qui dépendra des projets de Marvel Studios.
En avril 2017, quelques semaines avant la sortie mondiale des Gardiens de la Galaxie Vol. 2, Marvel Studios annonce avoir signé pour que Gunn écrive et réalise un troisième film, sans précision pour la date. Mais les Gardiens de la Galaxie 3 ne sera pas la suite directe des Gardiens de la Galaxie Vol. 2, puisque les personnages principaux interviennent dans deux autres films : Avengers: Infinity War et Avengers: Endgame, et y tiennent un rôle majeur. En 2018, alors qu'il finalise le script du film, alors prévu pour 2020, des blagues sur la pédophilie postées par James Gunn sur les réseaux sociaux en 2009 sont retrouvées et mises en avant par des figures de l'alt-right américaine. Peu après, Disney annonce qu'il est renvoyé du poste de réalisateur du film. S'il se défend en évoquant un humour noir qui ne lui correspond plus, il accepte la décision. Le studio confirme un mois plus tard que James Gunn ne réalisera pas le film, mais son script sera conservé.
Il est finalement annoncé, le 16 mars 2019, que James Gunn est réembauché pour la réalisation du film. Devant l'absence de date de sortie pour Les Gardiens de la Galaxie Vol.3 annoncée lors du Comic-con de San Diego de 2019, Gunn répond sur Twitter qu'il réalisera d'abord The Suicide Squad avant de revenir sur le film Marvel.
Le 20 juillet 2019, lors du San Diego Comic-Con 2019, Kevin Feige confirme que de nombreux projets, dont un troisième film des Gardiens de la Galaxie, sont en développement.
Le 9 avril 2020, James Gunn confirme que le scénario a été écrit selon les évènements d’Avengers: Infinity War et Avengers: Endgame.

### Attribution des rôles
Le 11 mai 2017, Elizabeth Debicki sera de retour reprenant son rôle de la grande prêtresse Ayesha.
Le 27 avril 2018, Chris Pratt confirme qu'il reprendra son rôle de Peter Quill. Un mois plus tard, David Bautista confirme à son tour qu'il reprendra son rôle de Drax le Destructeur; il déclarera plus tard que Vol. 3 serait sa dernière apparition dans le rôle, étant reconnaissant mais « soulagé » d'avoir conclu l'histoire de ce personnage, au regard du temps nécessaire pour le maquillage et de son envie de jouer des rôles plus dramatiques.
Le 17 mars 2020, le retour de Sean Gunn en tant que Kraglin a été confirmé par son grand frère James Gunn.
En octobre 2021, Will Poulter est annoncé pour incarner l'un des personnages les plus attendus dans le MCU : Adam Warlock
En novembre 2021, Sylvester Stallone annonce son retour dans le rôle de Stakar Ogord.

### Tournage
Le tournage devait initialement débuter en février 2021 mais il est retardé. Les prises de vues débutent finalement le 8 novembre 2021 à Atlanta en Géorgie,.
Il est précisé que le tournage du court métrage Les Gardiens de la Galaxie : Joyeuses Fêtes aura lieu en même temps,,.
Les prises de vues se déroulent également à Londres, fin 2021. Le tournage s'achève en mai 2022.

## Musique

### Guardians of the Galaxy - Awesome Mix Vol. 3
Bandes originales de l'univers cinématographique Marvel
Ant-Man et la Guêpe : Quantumania
(2023) The Marvels
(2023)
Tout comme les deux précédents opus, un album des chansons non originales du film est commercialisé. La liste des titres du Awesome Mix Vol. 3 est révélée en avril 2023. La playlist est disponible sur les plateformes de streaming début avril,. L'album sort en CD et téléchargement le 3 mai 2023, en LP le 3 mai et en cassette le 7 juillet.
| 1.  | Creep (version acoustique)                     | Thom Yorke                                              | Radiohead                | 4:19 |
| 2.  | Crazy on You                                   | Ann Wilson, Nancy Wilson                                | Heart                    | 4:53 |
| 3.  | Since You Been Gone                            | Russ Ballard                                            | Rainbow                  | 3:17 |
| 4.  | In the Meantime                                | Royston Langdon                                         | Spacehog                 | 5:00 |
| 5.  | Reasons                                        | Philip Bailey, Charles Stepney, Maurice White           | Earth, Wind and Fire     | 4:59 |
| 6.  | Do You Realize??                               | Wayne Coyne, Steven Drozd, Michael Ivins, Dave Fridmann | The Flaming Lips         | 3:33 |
| 7.  | We Care a Lot                                  | Charles Mosley, Rodney Christoper Bottum                | Faith No More            | 4:04 |
| 8.  | Koinu no Carnival (From "Minute Waltz")        |                                                         | EHAMIC                   | 3:10 |
| 9.  | I'm Always Chasing Rainbows                    | Joseph McCarthy                                         | Alice Cooper             | 2:08 |
| 10. | San Francisco                                  |                                                         | The Mowgli's             | 2:53 |
| 11. | Poor Girl                                      |                                                         | X                        | 2:54 |
| 12. | This Is the Day                                | Matt Johnson                                            | The The                  | 4:57 |
| 13. | No Sleep till Brooklyn                         | Rick Rubin, Michael Diamond, Adam Horovitz, Adam Yauch  | Beastie Boys             | 4:07 |
| 14. | Dog Days Are Over                              | Florence Welch, Isabella Summers                        | Florence and the Machine | 4:12 |
| 15. | Badlands                                       | Bruce Springsteen                                       | Bruce Springsteen        | 4:02 |
| 16. | I Will Dare                                    | Paul Westerberg                                         | The Replacements         | 3:17 |
| 17. | Come and Get Your Love (version réenregistrée) | Lolly Vegas                                             | Redbone                  | 3:28 |

### Guardians of the Galaxy Vol. 3 (Original Score)
En octobre 2021, il est annoncé que la musique du film sera composée par John Murphy. Il succède ainsi à Tyler Bates, à l'œuvre sur les deux premiers volets,. L'album de ses compositions originales sera publié le 3 mai 2023.
| Liste des titres | Liste des titres                  | Liste des titres | Liste des titres | Liste des titres | Liste des titres | Liste des titres | Liste des titres | Liste des titres | Liste des titres |
| No               | Titre                             | Durée            |                  |                  |                  |                  |                  |                  |                  |
| ---------------- | --------------------------------- | ---------------- | ---------------- | ---------------- | ---------------- | ---------------- | ---------------- | ---------------- | ---------------- |
| 1.               | Kits                              | 1:36             |                  |                  |                  |                  |                  |                  |                  |
| 2.               | Warlock vs. Guardians             | 3:47             |                  |                  |                  |                  |                  |                  |                  |
| 3.               | That Hurts                        | 1:36             |                  |                  |                  |                  |                  |                  |                  |
| 4.               | Batch 89                          | 1:47             |                  |                  |                  |                  |                  |                  |                  |
| 5.               | Orgoscope                         | 1:43             |                  |                  |                  |                  |                  |                  |                  |
| 6.               | Mo Ergaste Forn                   | 2:31             |                  |                  |                  |                  |                  |                  |                  |
| 7.               | Orgoscope Elevator                | 1:26             |                  |                  |                  |                  |                  |                  |                  |
| 8.               | Naming                            | 2:25             |                  |                  |                  |                  |                  |                  |                  |
| 9.               | Dido's Lament                     | 3:57             |                  |                  |                  |                  |                  |                  |                  |
| 10.              | Hooray Time Forever!              | 2:22             |                  |                  |                  |                  |                  |                  |                  |
| 11.              | It Really Is Good to Have Friends | 2:27             |                  |                  |                  |                  |                  |                  |                  |
| 12.              | Exploding Planet                  | 1:23             |                  |                  |                  |                  |                  |                  |                  |
| 13.              | Face Off                          | 2:39             |                  |                  |                  |                  |                  |                  |                  |
| 14.              | Into the Light                    | 4:30             |                  |                  |                  |                  |                  |                  |                  |
| 15.              | Guardians vs. Hell Spawn          | 3:38             |                  |                  |                  |                  |                  |                  |                  |
| 16.              | Mantis and the Abelisk [sic]      | 1:11             |                  |                  |                  |                  |                  |                  |                  |
| 17.              | Use Your Heart Boy                | 0:54             |                  |                  |                  |                  |                  |                  |                  |
| 18.              | The High Evolutionary             | 2:56             |                  |                  |                  |                  |                  |                  |                  |
| 19.              | Domo! Domo!                       | 3:48             |                  |                  |                  |                  |                  |                  |                  |
| 20.              | Who We Are                        | 2:21             |                  |                  |                  |                  |                  |                  |                  |
| 21.              | Stampede                          | 1:54             |                  |                  |                  |                  |                  |                  |                  |
| 22.              | Did That Look Cool?               | 2:44             |                  |                  |                  |                  |                  |                  |                  |
| 23.              | On the Spaceport                  | 1:47             |                  |                  |                  |                  |                  |                  |                  |
| 24.              | I Love You Guys                   | 2:15             |                  |                  |                  |                  |                  |                  |                  |
| 25.              | Mo Ergaste Forn (Full Version)    | 3:23             |                  |                  |                  |                  |                  |                  |                  |
| 26.              | All Life Has Meaning              | 2:02             |                  |                  |                  |                  |                  |                  |                  |
| 63:02            |                                   |                  |                  |                  |                  |                  |                  |                  |                  |

## Accueil

### Sortie et promotion
En mai 2021, Marvel Studios dévoile une longue bande-annonce pour la phase 4 de l'univers cinématographique Marvel qui révèle la date de sortie américaine du film : 5 mai 2023. Une première bande-annonce est diffusée début décembre 2022.
Une seconde bande-annonce est dévoilée lors du Super Bowl LVII.

### Accueil critique

#### Monde anglo-saxon
Dans le monde anglo-saxon, Les Gardiens de la Galaxie Vol. 3 reçoit sur Metacritic, qui utilise une moyenne pondérée, le film obtient une note de 64⁄100 pour 62 critiques. De la part de l’agrégateur Rotten Tomatoes la note de 82 % pour un total de 368 critiques.

« Un câlin de groupe galactique qui pourrait serrer un peu trop fort sur les cordes sensibles. Ce derniers opus des Gardiens de la Galaxie est un dernier hourra affectueux pour la famille la plus hétéroclite du MCU »

— Critique consensus, Rotten Tomatoes

#### France
En France, le site Allociné donne la note de 3,6⁄5, après avoir recensé 28 critiques de presse.
Pour Eklecty-City, le film de James Gunn est la meilleure proposition du MCU depuis Avengers: Endgame et « offre une histoire poignante qui rend hommage à ses personnages marginaux, que le réalisateur a su rendre attachants et émouvants ».
Carton plein pour Julie Hay (Le Journal du geek) : « Dans un peu plus de deux heures, nos chemins se sépareront pour de bon. On pardonne ainsi volontiers les quelques faiblesses du dernier-né de la collaboration entre la maison des idées et James Gunn tant le plaisir de le retrouver est là. La nostalgie s’empare du spectateur, lui qui n’a rien vu de si intéressant chez Marvel depuis Endgame. Comme un dernier jour de lycée, Les Gardiens de la Galaxie 3 mêle rires et larmes. ».
Pour Deborah Lechner (Écran Large) « Après Ant-Man et la Guêpe : Quantumania, qui a enterré Marvel plus qu'il n'a ressuscité le MCU, Les Gardiens de la Galaxie Vol. 3 s'apparente à une réanimation, à une bouffée d'oxygène après trois ans d'apnée. Ce troisième volet est une double mission sauvetage réussie, qui rappelle ce que peut et doit être un film de super-héros, mais aussi que cette chouette virée n'est qu'un moment de répit avant un probable retour aux choses pas sérieuses. ».
« Très bon » film pour Erwann Lafleuriel, critique chez IGN France, qui résume sa critique ainsi : « Un film très carré sur la forme et bien plus difficile à appréhender sur le fond qu'on pouvait s'y attendre. James Gunn ne choisit pas la solution de la facilité pour quitter les Gardiens, ce qui rend le film imparfait, mais plus humain. ».
Christophe Caron (La Voix du Nord) a cru que ce 3e volet serait moyen, mais il déclare qu'il est à « des années-lumière des précédents ratages ! ». Le film possède une très bonne bande son pour le critique qui rajoute : « Nos marginaux sont toujours aussi cool et bagarreurs. Mais l’innovation est là (cette planète organique, ce bestiaire fantastique…). Surtout, on ne s’attendait pas être si émus ! ».
Pour Pierre Lunn (Première), « Gunn clôt sa trilogie comme il l’avait commencé : en glissant dans les interstices du scénario convenu et des scènes de baston conventionnelles, de l’humour, de l’émotion et de la pop vintage qui donne un souffle pirate à son film. ».

### Box-office
| Pays ou région        | Box-office        | Date d'arrêt du box-office | Nombre de semaines |
| --------------------- | ----------------- | -------------------------- | ------------------ |
| France                | 3 436 824 entrées | en cours                   | 5                  |
| États-Unis Canada     | 351 122 883 $     | en cours                   | 5                  |
| Italie                | 1 413 535 entrées | n/a                        | n/a                |
| Allemagne             | 1 714 978 entrées | n/a                        | n/a                |
| Total hors États-Unis | +476 791 856, USD | en cours                   | 5                  |
| Total mondial         | +827 914 739, USD | en cours                   | 5                  |

#### France
Pour son premier jour d'exploitation en France, Les Gardiens de la Galaxie Vol. 3 a réalisé 159 499 entrées, pour un total de 2 972 séances. En comptant pour ce premier jour les avant-premières, le film se positionne en première place du box-office des nouveautés pour sa journée de démarrage, devant Pour l'honneur (22 050).
Ces chiffres permettent de dire qu'il s'agit, au moment de sa sortie, du 4e meilleur démarrage de l'année 2023, si on ne comptabilise pas les avant-premières. Sans celles-ci, ce volume 3 devient également le meilleur démarrage français de la franchise Les Gardiens de la Galaxie, devant le volume 1 (108 168) et le volume 2 (152 843).
Au bout d’une première semaine d’exploitation dans les salles françaises, le long-métrage totalise 1 323 124 entrées, pour une première place au box-office hebdomadaire, devant Super Mario Bros. le film (520 061). Le film fait mieux que son premier opus (~873 000) mais légèrement moins bien que le second (~1,4 million). Au bout d'une semaine, il devient le 4e film Marvel post-Covid 19 à faire dans les salles françaises le meilleur démarrage hebdomadaire.
Avec 705 970 entrées en seconde semaine d'exploitation, le long-métrage dépasse le seuil symbolique des 2 millions d'entrées sur le territoire national. Le long-métrage perd 47 % de rendement par rapport à sa première semaine d'exploitation. Sur la même période, il fait mieux que le premier volet de la franchise (1,4 million) mais un peu moins bien que le second (2,2 millions). Il conserve sa place de numéro 1 hebdomadaire devant Super Mario Bros. (230 470) et L'Exorciste du Vatican (155 555).

#### Amérique du nord
À l'issue de son premier week-end d'exploitation en Amérique du nord, Les Gardiens de la Galaxie vol. 3 ravit la première place à Super Mario Bros. le film avec 114 millions de $, pour 4 450 écrans, contre 18,6 millions de $ (3 909 écrans). S'il fait un chiffre de 20 % supérieur au premier opus (94,3 millions de $), avec 22 % de moins que le volume 2 (146,5 millions de $), le volume 3 se positionne second démarrage de la franchise.
Le long-métrage conserve sa première place après sa seconde semaine d'exploitation avec 60 500 000 $, toujours pour 4 450 écrans, accusant un recul de 49 % sur ses recettes. Pour la franchise, cela reste le meilleur maintien contre une perte de 55 % pour les deux premiers volets, sur la même période. Super Mario Bros. reste derrière lui avec environ 13 000 000 $.

## Distinctions

### Nominations
- Oscars 2024 : Meilleurs effets visuels